# Нискала, Янне
Я́нне Ю́хани Ни́скала (фин. Janne Juhani Niskala; 22 сентября 1981, Вестерос, Швеция) — финский хоккеист, защитник. Чемпион мира 2011 года.
Участник матча звёзд КХЛ (2011, 2012).

## Статистика
| Легенда | Легенда                    | Легенда | Легенда                   | Легенда | Легенда    |
| ------- | -------------------------- | ------- | ------------------------- | ------- | ---------- |
| И       | Количество проведённых игр | Штр     | Штрафное время            | +/−     | Плюс-минус |
| Г       | Голы                       | П       | Голевые передачи          | О       | Очки       |
| -       | Статистика неизвестна      | —       | Статистика не учитывалась |         |            |

### Клубная карьера
- a В этом сезоне в «Плей-офф» учитывается статистика игрока в Кубке Надежды.